# انجوری آلاق
انجوری آلاق (به انگلیسی: Anjori Alagh) (زاده ۲۰ مهٔ ۱۹۸۱) بازیگر هندی است.
از کارهای معروف او می‌توان به بازی در فیلم‌های گاهی در زندگی، ۱۹۲۰ اشاره کرد.